# Mosteiro Bavanište
O Mosteiro Bavanište (em sérvio:  Манастир Баваниште ou Manastir Bavanište) é um mosteiro sérvio ortodoxo do século XV localizado em Bavanište, Kovin, no norte da Sérvia (Banat, Vojvodina).
Foi fundado no século XV e acabou abandonado quando o Império Otomano avançou, conquistando posteriormente a maioria dos estados dos Balcãs. Foi destruído em 1716. Foi reconstrutor em 1856-1858. Em 1997, o mosteiro foi renovado e reinstituído como um mosteiro operacional. Uma nascente de água saudável existe no mosteiro.